# Equipe colombiana na Copa Davis
A equipe colombiana na Copa Davis representa a Colômbia na Copa Davis, principal competição de tênis masculina por equipes do mundo. É administrada pela Federación Colombiana de Tenis.